# Награда AVN
Награда АВН (енгл. AVN (Adult Video News) Award) је награда која се додељује у пољу порнографије. Награда је позната и као порно Оскар а додељује се у више од сто категорија.
Прва додела је одржана у фебруару 1984. у Лас Вегасу. Од 2008. церемонија доделе се емитује у времену од око деведесет минута.